# Tine Laureyns
Tineke (Tine) Laureyns (1977) is een Vlaamse actrice, vooral bekend van theater en door haar rollen in verschillende televisieseries.

## Loopbaan
Laureyns studeerde in 2001 af aan het departement Drama van het Conservatorium van Gent en is sinds 2001 samen met collega-acteur Gene Bervoets. Ze is bekend van theater en door haar rol in verschillende Vlaamse reeksen, waaronder Crème de la Crème, Dubbelleven, Clan en De regel van 3S.

## Filmografie

### Televisie
- Generation M (Emma) - Sofie (2022)
- De regel van 3S - Inse Moens, mama van Dries (2017-2019)
- Coppers - Barbara Jans (2016)
- Vossenstreken  - Christine Van Hoof (2015)
- Vermist - Stefanie (2014)
- Ontspoord - Nelly (2013)
- Aspe - Charlotte Mertens (2013)
- Wolven - kinderpsychiater (2013)
- Crème de la Crème - Miranda 'Mira' Janssen (2013)
- Binnenstebuiten - Muriel Vervoort (2013)
- Clan - Dr. Steegmans (2012)
- De Vijfhoek - Dokter (2012)
- Zone Stad - Sandy Verhoeven (2012)
- Goesting - Caroline (2010)
- Dubbelleven - Nathalie Van Dijck (2010)
- Familie - Morgane Maes (2009-2010)
- Flikken - Hanne (2009)
- Thuis - politie-inspecteur Lena Boons (2008-2011)

### Film
- Home Suite Home - Inez (korte film, 2015)
- Image - Consulente (2014)
- Dollhouse - Kathleen (korte film, 2013)
- Nadine - Sofia (2007)

## Theater
- Het Sprookjesbordeel (2001-2005, theater Toneelhuis)
- Don Juan of de Stenen Gast (2002-2003, theater Het Gevolg)
- Vos en Haas (2001-2003, theater Anna's Steen)
- AndréAndrée (2000-2002, Drama Gent)
- Met Gesloten Deuren (2000-2002, Drama Gent)
- K, als een Hond (2000-2001, Drama Gent)